# Мородвис
Мородвис (на македонска литературна норма: Мородвис) е село в източната част на Северна Македония, община Зърновци.

## География
Селото е разположено в долината на река Брегалница, на левия и бряг, от юг на селото остават склоновете на рида Плачковица.

## История
През Средновековието при сегашното село е разположен град Морозвизд, от началото на XI век център на една от епархиите на Охридската архиепископия, включваща Малешево и Кратовско. В средата на XIV век градът вече е западнал и се споменава като обикновено село в близост до Лесновския манастир.
В XIX век Мородвис е смесено село в Кочанска кааза на Османската империя. Според статистиката на Васил Кънчов („Македония. Етнография и статистика“) от 1900 г. Мородвисъ или Морозда има 320 жители, от които 90 българи християни, 200 турци и 30 цигани.
В началото на XX век жителите на селото са под върховенството на Българската екзархия. По данни на секретаря на екзархията Димитър Мишев („La Macédoine et sa Population Chrétienne“) през 1905 година в Мородвис има 80 българи екзархисти и работи българско училище.
След Междусъюзническата война селото попада в Сърбия. По време на българското управление на Вардарска Македония през Първата световна война Мородвиз е част от Зърновска община на Кочанска околия и има 269 жители.
Според Димитър Гаджанов в 1916 година в Мородовис живеят 136 турци и 93 българи.
След повторното попадане на селото под сръбска власт през есента на 1918 година, местните жители са подложени на репресии. По данни на Иван Михайлов на 9 ноември 1923 година Мородвис е подложено на грабеж от страна на сръбски полицаи и сърбомански четници, шестима местни жители са пребити.
Манастирът „Свети Симеон Стълпник“ е изграден и осветен в 1968 година от митрополит Наум Злетовско-Струмишки. В 2002 година е обновен. Иконите и живописта са дело на Валентин Гюрович и Ангел от Кочани.
В преброяването от 1994 г. населението на Мородовис наброява 524 жители. Според преброяването от 2002 година селото има 540 жители, всички македонци.